# Pumnal

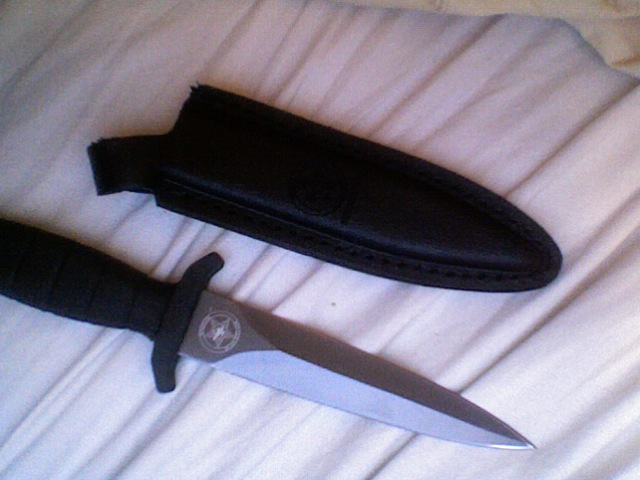
Pumnal scos din teacă

Pumnalul este o armă albă, cu lamă dreaptă, scurtă, cu două tăișuri și cu vârful ascuțit.
Pumnalul seamănă cu o spadă, dar are lungimea de maximum 30 cm.
Legionarii din armata romană foloseau ca armă secundară un pumnal cu o lungime de 20-25 cm și o lățime de 4-6 cm, denumit pugio. Teaca metalică era ornamentată și dispunea de două perechi de inele pentru suspendare la curea, o pereche la gura tecii și una la mijlocul ei. Pugio era folosit pentru lupta apropiată, se purta pe șoldul stâng, pe partea opusă spadei (gladius), care era arma principală.